# Бунарка
Буна́рка — река в Свердловской области России, протекает по территории города Новоуральска и частично по территории посёлка Верх-Нейвинского. Устье реки находится в 276 км по левому берегу реки Нейвы (Верх-Нейвинский пруд). Длина реки составляет 10 км.

## География
Река начинается в горах Среднего Урала и течёт с юго-запада преимущественно в северо-восточном направлении. 
Около 5 км река течёт по лесам Новоуральского городского округа, далее по территории города Новоуральска: между Автозаводским районом и 15-м микрорайоном, затем между микрорайоном № 2 и Зелёным посёлком Бунарского района.
Приблизительно в 4 км от устья река круто поворачивает на 90° (влево). На повороте в неё впадает река Ольховка — правый приток. Таким образом, реку Бунарку случайно можно принять за приток Ольховки, а не наоборот. Далее река Бунарка течёт вдоль Первомайской улицы на север, постепенно выравнивая направление на северо-восток. Здесь русло Бунарки заключено в бетонных ограждениях, оформлены чугунные ограждения реки и мостов через неё.
В районе городского КПП № 1 через на Бунарке установлен металлический забор с колючей проволокой — часть городского периметра.
За пределами города, со стороны Верх-Нейвинского, Бунарка протекает под железнодорожными мостами подъездного пути от станции Верх-Нейвинск к станции Северной, путями железнодорожной ветки Екатеринбург — Нижний Тагил, подъездными путями к заводу «ПСЦМ» и впадает в Верх-Нейвинский пруд.

## Данные водного реестра
По данным государственного водного реестра России, относится к Иртышскому бассейновому округу, водохозяйственный участок реки — Нейва от истока до Невьянского гидроузла, речной подбассейн реки — Тобол. Речной бассейн реки — Иртыш.
Код объекта в государственном водном реестре — 14010501612111200006336.